# 贝村
贝村（法語：Bey，法語發音：[bɛ] ⓘ）是法国索恩-卢瓦尔省的一个市镇，属于索恩河畔沙隆区。

## 地理
贝村（46°49'16"N, 4°57'49"E）面积8.92 平方千米，位于法国勃艮第-弗朗什-孔泰大區索恩-卢瓦尔省，该省份为法国中部省份，北起顺时针与科多尔省、汝拉省、安省、罗讷省、卢瓦尔省、阿列省和涅夫勒省接壤。
与贝村接壤的市镇（或旧市镇、城区）包括：热尔日、阿莱里奥、达姆雷、蒙夸、萨斯奈。

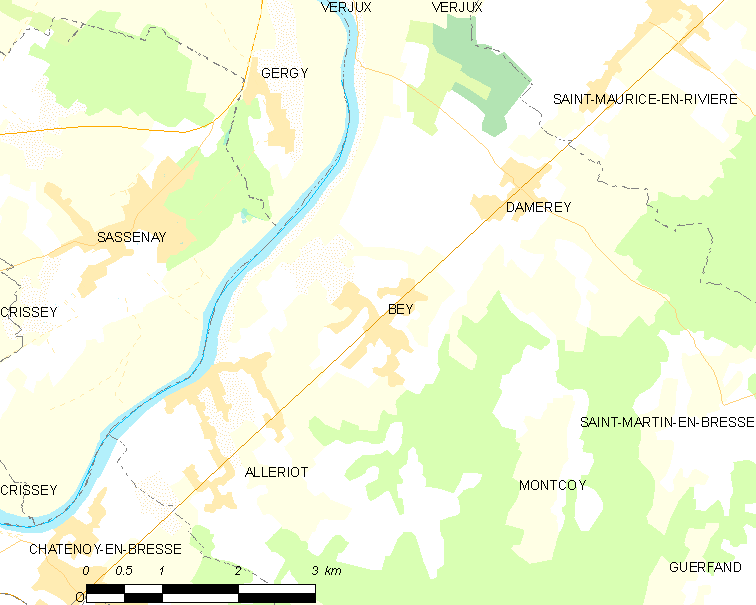
贝村的OSM定位图

贝村的时区为UTC+01:00、UTC+02:00（夏令时）。

## 行政
贝村的邮政编码为71620，INSEE市镇编码为71033。

## 政治
贝村所属的省级选区为热尔日县。

## 人口

1962-2008年间贝村人口变化图示

贝村于2022年1月1日时的人口数量为869人。